# Nuoto in acque libere ai campionati mondiali di nuoto 2005 - 10 km maschili
La gara dei 10 km in acque libere maschile dei campionati mondiali di nuoto 2005 è stata disputata il 20 luglio 2005 nelle acque del Parc Jean-Drapeau di Montreal, in Canada.
Accreditati alla partenza 34 atleti dei quali 31 presero il via e completarono la prova.
La competizione è stata vinta dal nuotatore statunitense Chip Peterson, mentre l'argento e il bronzo sono andati rispettivamente al tedesco Thomas Lurz e al bulgaro Petar Stoychev.

## Classifica finale
| Pos | Nuotatore                 | Nazione            | Tempo     |
| --- | ------------------------- | ------------------ | --------- |
| 1   | Chip Peterson             | Stati Uniti        | 1:46:38.1 |
| 2   | Thomas Lurz               | Germania           | 1:46:45.2 |
| 3   | Petar Stoychev            | Bulgaria           | 1:46:50.4 |
| 4   | Rondy Gilles              | Francia            | 1:47:04.9 |
| 5   | Maarten van der Weijden   | Paesi Bassi        | 1:47:07.4 |
| 6   | Fabio Venturini           | Italia             | 1:47:09.7 |
| 7   | Diego Nogueira            | Spagna             | 1:47:10.8 |
| 8   | Brendan Capell            | Australia          | 1:47:11.2 |
| 9   | Evgeny Drattsev           | Russia             | 1:47:13.3 |
| 10  | Toni Franz                | Germania           | 1:47:32.5 |
| 11  | Jarrod Ballem             | Canada             | 1:47:39.5 |
| 12  | Csaba Gercsák             | Ungheria           | 1:47:41.1 |
| 13  | Mohamed Elzanaty          | Egitto             | 1:47:41.5 |
| 14  | Josh Santacarerina        | Australia          | 1:47:47.2 |
| 15  | Bertrand Venturi          | Francia            | 1:47:54.1 |
| 16  | Elliot Rushton            | Canada             | 1:47:55.6 |
| 17  | John Kenny                | Stati Uniti        | 1:47:55.6 |
| 18  | Guilherme Bier            | Brasile            | 1:48:15.8 |
| 19  | Damián Blaum              | Argentina          | 1:48:38.5 |
| 20  | Francisco Jose Hervas     | Spagna             | 1:49:03.2 |
| 21  | Daniil Serebrennikov      | Russia             | 1:49:33.7 |
| 22  | Luca Ferretti             | Italia             | 1:53:40.6 |
| 23  | Gabriel Villagoiz         | Argentina          | 1:53:44.1 |
| 24  | Kurt Niehaus              | Costa Rica         | 1:55:45.9 |
| 25  | Rolando Salas             | Venezuela          | 1:57:16.6 |
| 26  | Johndry Segovia           | Venezuela          | 1:57:16.7 |
| 27  | Luis Oliveira             | Brasile            | 1:58:41.9 |
| 28  | Santiago Enderica Salgado | Ecuador            | 1:59:36.7 |
| 29  | Kenneth Smith             | Sudafrica          | 2:00:18.6 |
| 30  | Gabriel Enderica Ochoa    | Ecuador            | 2:01:04.9 |
| 31  | Tyron Venter              | Sudafrica          | 2:05:51.8 |
|     | Stjepan Ptucar            | Croazia            | DNS       |
|     | Alan Bircher              | Regno Unito        | DNS       |
|     | Jane Karajovanov          | Macedonia del Nord | DNS       |

DNS = Non Partito